# Totești
Totești è un comune della Romania di 1 932 abitanti, ubicato nel distretto di Hunedoara, nella regione storica della Transilvania.
Il comune è formato dall'unione di 5 villaggi: Cârnești, Copaci, Păclișa, Reea, Totești.